# Mistrzostwa Europy w Pływaniu na krótkim basenie 2013
21. Mistrzostwa Europy w Pływaniu na krótkim basenie odbywały się w dniach 12-15 grudnia w Herning pod patronatem Europejskiej Federacji Pływackiej (LEN - Ligue Européenne de Natation).

## Klasyfikacja medalowa
| Miejsce | Państwo         | Złoto | Srebro | Brąz | Razem |
| ------- | --------------- | ----- | ------ | ---- | ----- |
| 1.      | Rosja           | 8     | 4      | 3    | 15    |
| 2.      | Węgry           | 5     | 3      | 2    | 10    |
| 3.      | Dania           | 4     | 4      | 1    | 9     |
| 4.      | Hiszpania       | 4     | 0      | 0    | 4     |
| 5.      | Litwa           | 3     | 0      | 0    | 3     |
| 6.      | Niemcy          | 2     | 5      | 3    | 10    |
| 6.      | Szwecja         | 2     | 5      | 3    | 10    |
| 8.      | Włochy          | 2     | 4      | 8    | 14    |
| 9.      | Francja         | 2     | 4      | 0    | 6     |
| 10.     | Holandia        | 2     | 1      | 3    | 6     |
| 11.     | Ukraina         | 2     | 0      | 2    | 4     |
| 12.     | Czechy          | 1     | 3      | 0    | 4     |
| 13.     | Polska          | 1     | 2      | 0    | 3     |
| 14.     | Serbia          | 1     | 0      | 1    | 2     |
| 14.     | Słowenia        | 1     | 0      | 1    | 2     |
| 16.     | Wielka Brytania | 0     | 4      | 5    | 9     |
| 17.     | Izrael          | 0     | 1      | 0    | 1     |
| 17.     | Wyspy Owcze     | 0     | 1      | 0    | 1     |
| 19.     | Białoruś        | 0     | 0      | 5    | 5     |
| 20.     | Belgia          | 0     | 0      | 1    | 1     |
| 20.     | Irlandia        | 0     | 0      | 1    | 1     |
| 20.     | Portugalia      | 0     | 0      | 1    | 1     |
| Razem   | Razem           | 40    | 41     | 40   | 121   |

## Reprezentacje
W mistrzostwach udział brały 42 reprezentacje narodowe, 559 sportowców, z czego 313 to mężczyźni, a 246 kobiety.
- Austria (12)
- Azerbejdżan (0)
- Białoruś (13)
- Belgia (17)
- Bośnia i Hercegowina (2)
- Bułgaria (2)
- Chorwacja (13)
- Cypr (2)
- Czechy (22)
- Dania (29)
- Estonia (16)
- Wyspy Owcze (7)
- Finlandia (19)
- Francja (44)
- Gruzja (0)
- Niemcy (31)
- Wielka Brytania (12)
- Grecja (4)
- Węgry (26)
- Islandia (6)
- Irlandia (6)
- Izrael (11)
- Włochy (34)
- Łotwa (3)
- Liechtenstein (2)
- Litwa (11)
- Luksemburg (8)
- Czarnogóra (1)
- Mołdawia (0)
- Holandia (19)
- Norwegia (9)
- Polska (15)
- Portugalia (8)
- Rosja (37)
- Serbia (13)
- Słowacja (10)
- Słowenia (11)
- Hiszpania (12)
- Szwecja (33)
- Szwajcaria (11)
- Turcja (12)
- Ukraina (16)

## Reprezentacja Polski
| - Konrad Czerniak - Paweł Korzeniowski - Radosław Kawęcki - Filip Zaborowski - Paweł Furtek - Mikołaj Machnik - Michał Poprawa - Kacper Majchrzak - Mateusz Sawrymowicz | - Alicja Tchórz - Aleksandra Urbańczyk - Dominika Sztandera - Anna Dowgiert - Klaudia Naziębło - Paulina Sikora |

## Wyniki
| Konkurencja:          | Złoto:                                                                                   | Czas           | Srebro:                                                                            | Czas     | Brąz:                                                                                           | Czas       |
| Styl grzbietowy       |                                                                                          |                |                                                                                    |          |                                                                                                 |            |
| Mężczyźni 50 m        | Jérémy Stravius · Francja                                                                | 23.19          | Christian Diener · Niemcy                                                          | 23.38    | Pawieł Sankowicz · Białoruś                                                                     | 23.45      |
| Kobiety 50 m          | Simona Baumrtová · Czechy                                                                | 26.26          | Aleksandra Urbańczyk · Polska                                                      | 26.31    | Michelle Coleman · Szwecja                                                                      | 26.67      |
| Mężczyźni 100 m       | Jérémy Stravius · Francja                                                                | 49.74          | Camille Lacourt · Francja · Chris Walker-Hebborn · Wielka Brytania                 | 50.44    |                                                                                                 |            |
| Kobiety 100 m         | Mie Nielsen · Dania                                                                      | 55.99 CR, ER   | Simona Baumrtová · Czechy                                                          | 56.28    | Daryna Zewina · Ukraina                                                                         | 56.94      |
| Mężczyźni 200 m       | Radosław Kawęcki · Polska                                                                | 1:49.42        | Péter Bernek · Węgry                                                               | 1:50.43  | Christian Diener · Niemcy                                                                       | 1:51.40    |
| Kobiety 200 m         | Daryna Zewina · Ukraina                                                                  | 2:02.20        | Simona Baumrtová · Czechy                                                          | 2:03.06  | Katinka Hosszú · Węgry                                                                          | 2:03.81    |
| Styl klasyczny        |                                                                                          |                |                                                                                    |          |                                                                                                 |            |
| Mężczyźni 50 m        | Damir Dugonjič · Słowenia                                                                | 26.21          | Giacomo Perez-Dortona · Francja                                                    | 26.55    | Barry Murphy · Irlandia                                                                         | 26.56      |
| Kobiety 50 m          | Rūta Meilutytė · Litwa                                                                   | 29.10 CR       | Moniek Nijhuis · Holandia                                                          | 29.79    | Jennie Johansson · Szwecja                                                                      | 29.80      |
| Mężczyźni 100 m       | Dániel Gyurta · Węgry                                                                    | 57.08          | Marco Koch · Niemcy                                                                | 57.14    | Damir Dugonjič · Słowenia                                                                       | 57.24      |
| Kobiety 100 m         | Rūta Meilutytė · Litwa                                                                   | 1:02.92 CR     | Rikke Møller Pedersen · Dania                                                      | 1:04.39  | Jennie Johansson · Szwecja                                                                      | 1:05.13    |
| Mężczyźni 200 m       | Dániel Gyurta · Węgry                                                                    | 2:00.72        | Michael Jamieson · Wielka Brytania                                                 | 2:01.43  | Marco Koch · Niemcy                                                                             | 2:01.62    |
| Kobiety 200 m         | Rikke Møller Pedersen · Dania                                                            | 2:15.21        | Witalina Simonowa · Rosja                                                          | 2:18.88  | Giulia De Ascentis · Włochy                                                                     | 2:20.93    |
| Styl motylkowy        |                                                                                          |                |                                                                                    |          |                                                                                                 |            |
| Mężczyźni 50 m        | Andrij Howorow · Ukraina                                                                 | 22.36          | Steffen Deibler · Niemcy                                                           | 22.41    | Jauhien Curkin · Białoruś                                                                       | 22.45      |
| Kobiety 50 m          | Sarah Sjöström · Szwecja                                                                 | 24.90 CR       | Jeanette Ottesen · Dania                                                           | 25.03    | Inge Dekker · Holandia                                                                          | 25.29      |
| Mężczyźni 100 m       | Jewgienij Korotyszkin · Rosja                                                            | 49.68          | Jérémy Stravius · Francja                                                          | 50.09    | Steffen Deibler · Niemcy                                                                        | 50.23      |
| Kobiety 100 m         | Sarah Sjöström · Szwecja                                                                 | 55.78          | Jemma Lowe · Wielka Brytania                                                       | 56.32    | Jeanette Ottesen · Dania                                                                        | 56.42      |
| Mężczyźni 200 m       | Velimir Stjepanović · Serbia                                                             | 1:51.27 NR     | Paweł Korzeniowski · Polska                                                        | 1:51.36  | Nikołaj Skworcow · Rosja                                                                        | 1:51.62    |
| Kobiety 200 m         | Mireia Belmonte · Hiszpania                                                              | 2:01.52 ER, CR | Franziska Hentke · Niemcy                                                          | 2:03.47  | Jemma Lowe · Wielka Brytania                                                                    | 2:04.51    |
| Styl dowolny          |                                                                                          |                |                                                                                    |          |                                                                                                 |            |
| Mężczyźni 50 m        | Władimir Morozow · Rosja                                                                 | 20.77          | Marco Orsi · Włochy                                                                | 21.00    | Andrij Howorow · Ukraina                                                                        | 21.17      |
| Kobiety 50 m          | Ranomi Kromowidjojo · Holandia                                                           | 23.36          | Sarah Sjöström · Szwecja                                                           | 23.79    | Alaksandra Hierasimienia · Białoruś                                                             | 23.83      |
| Mężczyźni 100 m       | Władimir Morozow · Rosja                                                                 | 45.96          | Daniła Izotow · Rosja                                                              | 46.41    | Marco Orsi · Włochy                                                                             | 46.49      |
| Kobiety 100 m         | Ranomi Kromowidjojo · Holandia                                                           | 51.78          | Sarah Sjöström · Szwecja                                                           | 51.99    | Alaksandra Hierasimienia · Białoruś                                                             | 52.34      |
| Mężczyźni 200 m       | Daniła Izotow · Rosja                                                                    | 1:41.70        | Nikita Łobincew · Rosja                                                            | 1:42.33  | Dominik Kozma · Węgry · Filippo Magnini · Włochy                                                | 1:43.34    |
| Kobiety 200 m         | Federica Pellegrini · Włochy                                                             | 1:52.80        | Charlotte Bonnet · Francja                                                         | 1:53.26  | Wieronika Popowa · Rosja                                                                        | 1:53.62    |
| Mężczyźni 400 m       | Nikita Łobincew · Rosja                                                                  | 3:39.47        | Andrea Mitchell D’Arrigo · Włochy                                                  | 3:40.54  | Velimir Stjepanović · Serbia                                                                    | 3:40.91 NR |
| Kobiety 400 m         | Mireia Belmonte · Hiszpania                                                              | 3:56.14        | Lotte Friis · Dania                                                                | 3:58.35  | Federica Pellegrini · Włochy                                                                    | 3:58.90    |
| Kobiety 800 m         | Mireia Belmonte · Hiszpania                                                              | 8:05.18        | Lotte Friis · Dania                                                                | 8:08.68  | Sharon van Rouwendaal · Holandia                                                                | 8:14.24    |
| Mężczyźni 1500 m      | Gergely Gyurta · Węgry                                                                   | 14:30.26       | Pál Joensen · Wyspy Owcze                                                          | 14:35.99 | Gabriele Detti · Włochy                                                                         | 14:36.43   |
| Mężczyźni 4 × 50 m    | Rosja · Władimir Morozow · Siergiej Fiesikow · Jewgienij Łagunow · Nikita Konowałow      | 1:23.36        | Włochy · Luca Dotto · Federico Bocchia · Filippo Magnini · Marco Orsi              | 1:24.37  | Belgia · Jasper Aerents · Pieter Timmers · François Heersbrandt · Yoris Grandjean               | 1:24.86    |
| Kobiety 4 × 50 m      | Dania · Pernille Blume · Jeanette Ottesen · Kelly Rasmussen · Mie Nielsen                | 1:37.03 WR     | Szwecja · Michelle Coleman · Sarah Sjöström · Louise Hansson · Magdalena Kuras     | 1:37.08  | Rosja · Rozalija Nasrietdinowa · Wieronika Popowa · Jelizawieta Bazarowa · Swietłana Kniaginina | 1:37.13    |
| Styl zmienny          |                                                                                          |                |                                                                                    |          |                                                                                                 |            |
| Mężczyźni 100 m       | Władimir Morozow · Rosja                                                                 | 51.20          | Siergiej Fiesikow · Rosja                                                          | 52.23    | Stefano Mauro Pizzamiglio · Włochy                                                              | 52.81      |
| Kobiety 100 m         | Rūta Meilutytė · Litwa                                                                   | 57.68 CR       | Katinka Hosszú · Węgry                                                             | 57.96    | Siobhan-Marie O’Connor · Wielka Brytania                                                        | 58.26      |
| Mężczyźni 200 m       | Philip Heintz · Niemcy                                                                   | 1:53.98        | Simon Sjödin · Szwecja                                                             | 1:54.28  | Diogo Carvalho · Portugalia                                                                     | 1:54.89    |
| Kobiety 200 m         | Katinka Hosszú · Węgry                                                                   | 2:04.33 CR     | Siobhan-Marie O’Connor · Wielka Brytania                                           | 2:06.73  | Sophie Allen · Wielka Brytania                                                                  | 2:06.86    |
| Mężczyźni 400 m       | Dávid Verrasztó · Węgry                                                                  | 4:03.48        | Gal Nevo · Izrael                                                                  | 4:03.50  | Federico Turrini · Włochy                                                                       | 4:03.94    |
| Kobiety 400 m         | Mireia Belmonte · Hiszpania                                                              | 4:21.23 CR     | Katinka Hosszú · Węgry                                                             | 4:24.69  | Aimee Wilmott · Wielka Brytania                                                                 | 4:25.37    |
| Mężczyźni 4 × 50 m    | Włochy · Stefano Mauro Pizzamiglio · Francesco Di Lecce · Piero Codia · Marco Orsi       | 1:32.83 WR     | Niemcy · Christian Diener · Hendrik Feldwehr · Steffen Deibler · Maximilian Oswald | 1:33.06  | Białoruś · Pawieł Sankowicz · Jurij Klemparski · Jauhen Curkin · Artjom Machekin                | 1:34.56    |
| Kobiety 4 × 50 m      | Dania · Mie Nielsen · Rikke Møller Pedersen · Jeanette Ottesen · Pernille Blume          | 1:44.81 WR     | Szwecja · Michelle Coleman · Jennie Johansson · Sarah Sjöström · Louise Hansson    | 1:46.08  | Wielka Brytania · Francesca Halsall · Sophie Allen · Jemma Lowe · Siobhan-Marie O’Connor        | 1:46.56    |
| Sztafeta mieszana     |                                                                                          |                |                                                                                    |          |                                                                                                 |            |
| 4 × 50 m Styl dowolny | Rosja · Siergiej Fiesikow · Władimir Morozow · Rozalija Nasrietdinowa · Wieronika Popowa | 1:29.53 WR     | Włochy · Luca Dotto · Marco Orsi · Silvia Di Pietro · Erika Ferraioli              | 1:30.26  | Holandia · Inge Dekker · Joost Reijns · Sebastiaan Verschuren · Ranomi Kromowidjojo             | 1:30.62    |
| 4 × 50 m Styl zmienny | Niemcy · Christian Diener · Caroline Ruhnau · Steffen Deibler · Dorothea Brandt          | 1:39.32        | Czechy · Simona Baumrtová · Petr Bartůněk · Lucie Svěcená · Tomáš Plevko           | 1:39.54  | Włochy · Niccolò Bonacchi · Francesco Di Lecce · Ilaria Bianchi · Erika Ferraioli               | 1:39.68    |

Legenda: WR - Rekord Świata; ER - Rekord Europy; CR - Rekord Mistrzostw Europy; NR - Rekord kraju;